# Lontra-de-pelo-liso
A lontra-de-pelo-liso (Lutrogale perspicillata) é uma espécie de lontra de água doce das regiões do sul e sudoeste da Ásia, com a maior parte de seu número encontrada no sudeste asiático. Ela foi classificada como “vulnerável” na Lista Vermelha da IUCN desde 1996, pois está ameaçada pela destruição de habitat, poluição de zonas úmidas e caça furtiva de animais silvestres. Como o nome comum indica, seu pelo é relativamente liso e um pouco mais curto do que o de outras espécies de lontra.

## Características
A lontra-de-pelo-liso tem uma pelagem curta e elegante de marrom escuro a marrom avermelhado ao longo do dorso, com marrom acinzentado mais claro na parte inferior. Ela se distingue das outras espécies de lontra por ter uma cabeça mais “arredondada” e por ter um nariz sem pelos, vagamente em forma de diamante. A cauda é achatada, em contraste com as caudas mais arredondadas ou cilíndricas de outras lontras. As pernas são curtas e fortes, com patas grandes, com membranas e garras fortes e afiadas para lidar com peixes escorregadios. A lontra-de-pelo-liso é uma espécie de lontra relativamente grande, pesando de 7 a 11 kg e medindo cerca de 59 a 64 cm de comprimento entre a cabeça e o corpo, com uma cauda longa de 37 a 43 cm. As fêmeas têm dois pares de tetas com as quais amamentam pequenas ninhadas de vários filhotes.

## Taxonomia
Lutra perspicillata foi o nome científico proposto por Isidore Geoffroy Saint-Hilaire em 1826 para uma lontra “marrom” coletada em Sumatra. Lutrogale [en] foi proposto como nome genérico por John Edward Gray em 1865 para lontras com testa e nariz mais convexos, usando perspicillata como espécie-tipo. Nos séculos 19 e 20, vários espécimes zoológicos antigos foram descritos, incluindo:
- Lutrogale perspicillata sindica - proposta por Reginald Innes Pocock em 1940, quando sete peles pálidas de lontras-de-pelo-liso foram coletadas e documentadas nos distritos de Sukkur [en] e Khairpur [en] da província de Sinde, Paquistão.[5]

- Lutrogale perspicillata maxwelli - proposta por Robert William Hayman em 1957 e nomeada em homenagem ao naturalista e autor britânico Gavin Maxwell [en], depois que uma lontra-de-pelo-liso, macho adulto, marrom-escuro, foi coletada nas margens do rio Tigre, no Iraque.[6]

A lontra-de-pelo-liso é a única espécie viva do gênero monotípico Lutrogale. Atualmente, são reconhecidas três subespécies regionais:
- L. p. perspicillata - encontrada na Índia, no Nepal, no sudoeste de Iunã, na maior parte da Indochina continental e no sudeste da Ásia, bem como em Sumatra e Java, na Indonésia.

- L. p. sindica - encontrada nas províncias de Khyber Pakhtunkhwa, Panjabe e Sinde, no Paquistão.[7]

- L. p. maxwelli - encontrada no Iraque, principalmente perto do rio Tigre.[8]

A lontra-de-pelo-liso, juntamente com a lontra-anã-oriental e a lontra-sem-garras-do-cabo [en], formam um grupo irmão do gênero Lutra [en]. A lontra-de-pelo-liso e a lontra-anã-oriental divergiram geneticamente há cerca de 1,33 ± 0,78 milhão de anos. A hibridização de machos de lontra-de-pelo-liso com fêmeas de lontra-anã-oriental ocorreu em Singapura. A prole resultante e seus descendentes voltaram a se reproduzir na população de lontras-de-pelo-liso, mas mantiveram os genes de seus ancestrais de lontras-anãs-orientais. Atualmente, existe uma população urbana de pelo menos 60 lontras híbridas em Singapura.

## Distribuição e habitat

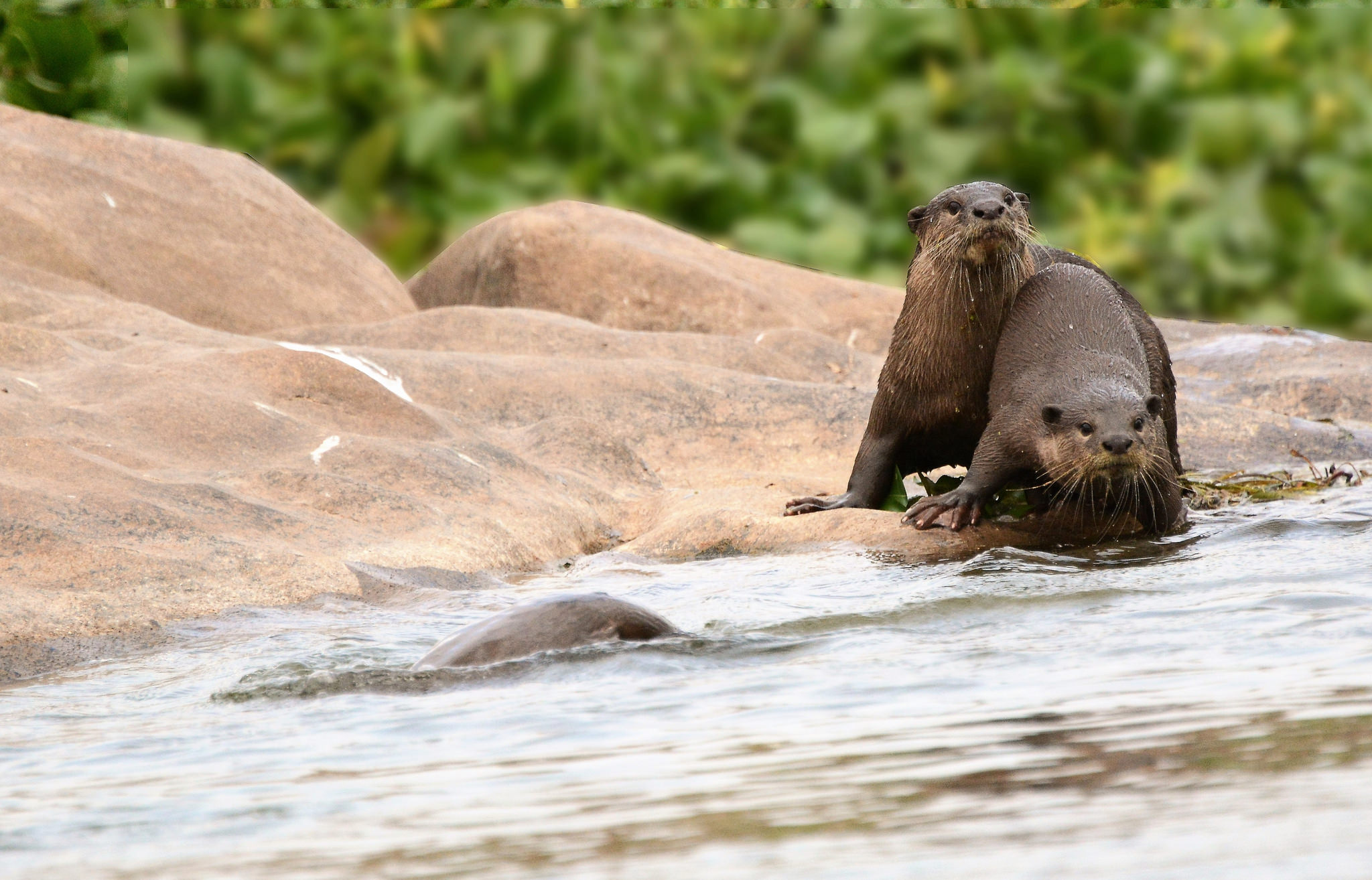
Lontras-de-pelo-liso na margem do rio Tungabhadra, Hampi, Karnataka, Índia.

A lontra-de-pelo-liso está distribuída no Paquistão, na Índia, no Nepal, no Butão, em Bangladesh, no sul da China, em Myanmar, na Tailândia, no Vietnã, na Malásia Peninsular, em Singapura e em Bornéu, Sumatra e Java. Uma população isolada vive nos pântanos do Iraque. Foi registrada com frequência em água salgada perto da costa, especialmente em ilhas menores, mas precisa de uma fonte de água doce próxima. Habita áreas onde a água doce é abundante, como zonas úmidas, pântanos sazonais, rios, lagos e arrozais. Onde é a única espécie de lontra que ocorre, ela vive em quase todos os habitats adequados. Mas onde é simpática a outras espécies de lontras, ela evita riachos e canais menores em favor de corpos d'água maiores. Os grupos de lontras-de-pelo-liso estudados no rio Moyar [en] preferiam áreas rochosas próximas a segmentos de rios de fluxo rápido com areia solta e pouca cobertura vegetal.
Temia-se que a população dos pântanos da Mesopotâmia tivesse desaparecido, mas foram encontrados rastros de lontra em 2009, sugerindo que a população pode ter sobrevivido. Foram encontradas peles de lontras-de-pelo-liso durante pesquisas entre 2005 e 2012 nas proximidades dos pântanos de Hammar [en] e Hawizeh. Acredita-se que rastros e dejetos encontrados na província de Arbil também tenham sido deixados por lontras-de-pelo-liso.
Em Guzerate, lontras-de-pelo-liso foram documentadas perto de lagos, canais e manguezais nos arredores de Surrate em 2015. Em Singapura, as lontras-de-pelo-liso se adaptaram bem a ambientes urbanos e foram observadas usando estruturas urbanas, como vãos sob prédios, como alternativas para esconderijos. Elas também usam escadarias para entrar e sair de canais de concreto com margens verticais ou quase verticais. Essa população é bem protegida e está em constante crescimento, com algumas famílias, como a família de lontras de Bishan, tornando-se comuns e atraindo a atenção da mídia.

## Comportamento e ecologia
A lontra-de-pelo-liso vive em grupos de até 11 indivíduos. Elas descansam nas margens arenosas dos rios e estabelecem suas tocas sob raízes de árvores ou entre pedras. Observações feitas na Malásia Peninsular indicam que elas são ativas principalmente durante o dia, com um breve descanso ao meio-dia. Elas marcam seu território urinando e defecando nas pedras ou na vegetação.
Elas se comunicam por meio de vocalizações, como assobios, chilreios e lamentos.

### Dieta
Observou-se que as lontras-de-pelo-liso se alimentam nas margens dos rios, entre os troncos das árvores. Elas se alimentam principalmente de peixes, incluindo do gênero Trichogaster, da família Anabantidae e da ordem Siluriformes. Durante a época de plantio do arroz, elas também caçam ratos nos campos de arroz. Cobras, anfíbios e insetos constituem uma pequena parte de sua dieta. Especialmente em áreas onde compartilham o habitat com outras espécies de lontras, elas preferem peixes maiores, geralmente entre 5 e 30 cm de comprimento.
No Parque Natural de Kuala Selangor [en], um grupo de lontras foi observado caçando. Elas formavam uma linha ondulante, ligeiramente em forma de V, apontando na direção do movimento e quase tão larga quanto o riacho. Os maiores indivíduos ocupavam a seção central. Nessa formação, elas ondulavam descontroladamente pelo riacho, fazendo com que peixes em pânico saltassem da água alguns metros à frente. Elas mergulhavam repentinamente e agarravam os peixes com seus focinhos. Em seguida, desembarcavam, jogavam o peixe um pouco para cima na parte lamacenta da margem e o engoliam inteiro de cabeça para baixo.

### Reprodução

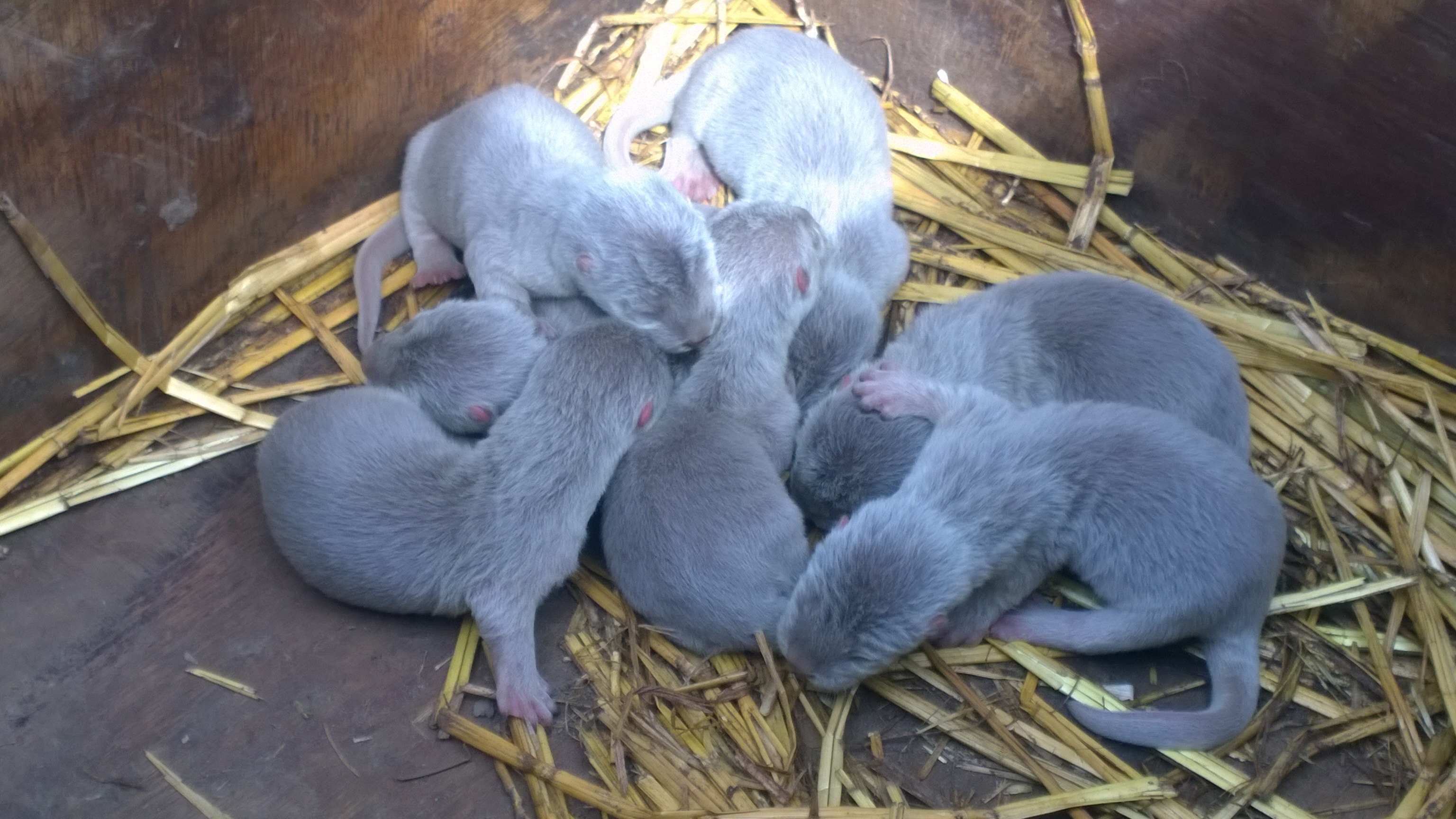
Filhotes de lontra-de-pelo-liso no en, Inglaterra.

As lontras-de-pelo-liso formam pequenos grupos familiares de um par acasalado com até quatro filhotes de temporadas anteriores. A cópula ocorre na água e dura menos de um minuto.
Desde que o suprimento de alimentos seja suficiente, elas se reproduzem durante todo o ano, mas onde dependem da precipitação das monções, elas se reproduzem entre outubro e fevereiro. A maior ninhada registrada de filhotes nascidos na natureza, com sete filhotes, foi observada em Singapura em novembro de 2017. Os filhotes nascem após um período de gestação de 60 a 63 dias, com uma ninhada normal de até cinco filhotes. As mães dão à luz e criam seus filhotes em uma toca perto da água. Elas mesmas constroem essa toca ou assumem o controle de uma toca abandonada. Ao nascer, os filhotes são cegos e indefesos, mas seus olhos se abrem após 10 dias. Eles são desmamados com cerca de três a cinco meses e atingem o tamanho adulto com cerca de um ano de idade, e a maturidade sexual com dois ou três anos.

## Ameaças
A lontra-de-pelo-liso está ameaçada pela caça furtiva, perda e destruição de áreas úmidas, que são convertidas para assentamentos, agricultura e projetos de hidroeletricidade; os cursos d'água estão sendo poluídos por pesticidas, como hidrocarbonetos organoclorados e organofosforados. Esses fatores levam a uma redução da base de presas. As lontras são mortas indiscriminadamente, especialmente em locais de aquacultura. A captura de lontras é predominante na Índia, Nepal e Bangladesh.
Ao longo do rio Chambal [en], na Índia, as lontras-de-pelo-liso são mais vulneráveis durante o inverno, quando criam filhotes. Durante essa estação, elas são perturbadas por humanos que colhem plantações e removem madeira ao longo dos trechos rochosos do rio.
Seis filhotes de lontras-de-pelo-liso foram descobertos em uma bolsa deixada no Aeroporto Internacional de Suvarnabhumi em janeiro de 2013. Esse foi o primeiro caso de lontras-de-pelo-liso que se acredita ter sido destinado ao tráfico de animais. Pelo menos sete lontras-de-pelo-liso foram colocadas à venda por meio de sites por comerciantes na Tailândia e na Malásia entre 2016 e 2017.

## Conservação
A lontra-de-pelo-liso é uma espécie protegida na maioria dos países da área de distribuição e listada globalmente como uma espécie vulnerável. Ela estava listada no Apêndice II da CITES desde 1977. Desde agosto de 2019, ela está incluída no Apêndice I da CITES, fortalecendo assim sua proteção em relação ao comércio internacional.

## Importância cultural
No sul de Bangladesh, as lontras-de-pelo-liso são usadas para a pesca comercial. Elas são criadas em cativeiro e treinadas para perseguir peixes em redes de pesca. Até 2011, essa técnica de pesca era usada por cerca de 300 pescadores, com mais 2.000 pessoas indiretamente dependentes dessa técnica para sua subsistência.